# Championnat de Géorgie de rugby à XV 2020-2021
Navigation
Championnat 2019-2020 Championnat 2021-2022
Le championnat de Géorgie de rugby à XV 2020-2021 (officiellement en géorgien : დიდი 10, en translittération latine Didi 10 ; connu pour des raisons de naming en tant que ლიდერბეთი დიდი 10, en translittération latine Lider-Bet Didi 10) oppose les douze meilleures équipes géorgiennes de rugby à XV.

## Clubs de l'édition 2020-2021
| Batoumi Koutaïssi Roustavi Tbilissi Bolnissi Gori Kiketi Patardzeuli |

| Équipe        | Stade                                               | Ville           |
| ------------- | --------------------------------------------------- | --------------- |
| Lelo Saracens | Lelo Arena                                          | Tbilissi        |
| RC Locomotive | Stade de rugby d'Avchala                            | Tbilissi        |
| RC Rustavi    | Stade de rugby de Roustavi                          | Roustavi        |
| RC Akademia   | Stade de rugby de Nutsubidze                        | Tbilissi        |
| RC Iunkerebi  | Stade de rugby d'Avchala                            | Tbilissi        |
| RC Vepkhvebi  | Stade de rugby de Telavi Stade de rugby de Roustavi | Telavi Roustavi |

| Équipe     | Stade                                                  | Ville        |
| ---------- | ------------------------------------------------------ | ------------ |
| RC Kochebi | Stade de rugby de Nutsubidze                           | Tbilissi     |
| RC Aia     | Aia Arena                                              | Koutaïssi    |
| RC Ares    | Aia Arena                                              | Koutaïssi    |
| RC Armazi  | Stade de rugby Shevardeni Stade de rugby de Nutsubidze | Tbilissi     |
| RC Batoumi | Stade de rugby de Batoumi Stade de rugby de Poti       | Batoumi Poti |
| RC Jiki    | Stade de rugby de Gori                                 | Gori         |

## Format de la compétition
La compétition se déroule en trois phases : 
- Les clubs sont d'abord répartis en deux poules, s'affrontant en matchs aller-retour, qui détermineront des poules de niveau.
- Au deuxième tour, les trois premiers de chaque poule du tour précédent affrontent alors leurs homologues de l'autre poule, en conservant leurs résultats de la première phase. Une poule de classement, sur le même règlement, verra les trois derniers de chaque poule s'affronter. Dans la poule de relégation, les trois derniers sont relégués, le championnat repassant à 10 l'année suivante.
- La troisième phase verra les six équipes de la poule pour le titre s'affronter sur le modèle des phases finales du Top 14 (les deux premiers du deuxième tour sont exempt des quarts de finales et n'entrent en jeu qu'en demi-finale). Le troisième de la poule de relégation joue un barrage contre le club qui terminera 2e de la 2e division.

## Classement de la phase régulière

### Poule A
| Rang | Club             | J  | V | N | D | Bo | Bd | Pm  | Pe  | Diff | Pts |
| ---- | ---------------- | -- | - | - | - | -- | -- | --- | --- | ---- | --- |
| 1    | RC Iunkerebi     | 10 | 7 | 0 | 3 | 2  | 1  | 227 | 193 | +34  | 31  |
| 2    | RC Akademia      | 10 | 6 | 0 | 4 | 3  | 2  | 242 | 188 | +54  | 29  |
| 3    | RC Locomotive    | 10 | 5 | 1 | 4 | 3  | 3  | 224 | 179 | +45  | 28  |
| 4    | RC Rustavi       | 10 | 5 | 1 | 4 | 3  | 2  | 212 | 166 | +46  | 27  |
| 5    | Lelo Saracens    | 10 | 5 | 0 | 5 | 2  | 3  | 230 | 168 | +62  | 25  |
| 6    | RC Vepkhvebi (P) | 10 | 1 | 0 | 9 | 0  | 0  | 122 | 363 | -241 | 4   |

|  | Qualifié pour les phases finales (no 1, no 2, no 3). |
|  | Envoyé en poule de relégation (no 4, no 5, no 6).    |
|  | P : promu 2020                                       |

Attribution des points : victoire sur tapis vert : 5, victoire : 4, match nul : 2, défaite : 0, forfait : -2 ; plus les bonus (offensif : 3 essais de plus que l'adversaire ; défensif : défaite par 7 points d'écart ou moins).

#### Résultats détaillés
L'équipe qui reçoit est indiquée dans la colonne de gauche.	
| Clubs         | AKA   | IUN   | LEL   | LOC   | RUS   | VEP   |
| ------------- | ----- | ----- | ----- | ----- | ----- | ----- |
| RC Akademia   |       | 36-11 | 10-17 | 25-19 | 21-5  | 46-17 |
| RC Iunkerebi  | 20-21 |       | 23-22 | 19-3  | 10-24 | 35-8  |
| Lelo Saracens | 27-6  | 21-24 |       | 19-17 | 33-22 | 46-0  |
| RC Locomotive | 38-18 | 24-31 | 27-19 |       | 16-11 | 31-7  |
| RC Rustavi    | 21-14 | 17-20 | 19-11 | 18-18 |       | 47-10 |
| RC Vepkhvebi  | 13-50 | 17-34 | 20-15 | 17-31 | 13-28 |       |

|  | Victoire à domicile |  | Match nul |  | Défaite à domicile |

### Poule B
| Rang | Club        | J  | V | N | D | Bo | Bd | Pm  | Pe  | Diff | Pts |
| ---- | ----------- | -- | - | - | - | -- | -- | --- | --- | ---- | --- |
| 1    | RC Aia      | 10 | 8 | 0 | 2 | 5  | 1  | 351 | 128 | +223 | 38  |
| 2    | RC Batoumi  | 10 | 7 | 0 | 3 | 4  | 2  | 354 | 132 | +222 | 34  |
| 3    | RC Kochebi  | 10 | 5 | 1 | 4 | 4  | 1  | 247 | 212 | +35  | 27  |
| 4    | RC Ares (P) | 10 | 4 | 2 | 4 | 1  | 1  | 205 | 228 | -23  | 22  |
| 5    | RC Armazi   | 10 | 3 | 0 | 7 | 1  | 2  | 245 | 266 | -21  | 15  |
| 6    | RC Jiki     | 10 | 1 | 1 | 8 | 0  | 0  | 77  | 513 | -436 | 6   |

|  | Qualifié pour les phases finales (no 1, no 2, no 3). |
|  | Envoyé en poule de relégation (no 4, no 5, no 6).    |
|  | P : promu 2020                                       |

Attribution des points : victoire sur tapis vert : 5, victoire : 4, match nul : 2, défaite : 0, forfait : -2 ; plus les bonus (offensif : 3 essais de plus que l'adversaire ; défensif : défaite par 7 points d'écart ou moins).

#### Résultats détaillés
L'équipe qui reçoit est indiquée dans la colonne de gauche.	
| Clubs      | AIA   | ARE   | ARM   | BAT   | JIK   | KOC   |
| ---------- | ----- | ----- | ----- | ----- | ----- | ----- |
| RC Aia     |       | 46-17 | 33-13 | 27-19 | 71-0  | 35-10 |
| RC Ares    | 20-19 |       | 25-30 | 17-15 | 20-20 | 40-0  |
| RC Armazi  | 7-19  | 26-14 |       | 10-31 | 88-7  | 10-60 |
| RC Batoumi | 22-13 | 43-10 | 23-22 |       | 31-0  | 19-15 |
| RC Jiki    | 3-44  | 10-23 | 21-19 | 3-139 |       | 6-34  |
| RC Kochebi | 17-44 | 19-19 | 33-20 | 15-12 | 44-7  |       |

|  | Victoire à domicile |  | Match nul |  | Défaite à domicile |

## Classement de la seconde phase

### Poule Haute
| Rang | Club          | J  | V | N | D | Bo | Bd | Pm  | Pe  | Diff | Pts |
| ---- | ------------- | -- | - | - | - | -- | -- | --- | --- | ---- | --- |
| 1    | RC Aia        | 10 | 8 | 0 | 2 | 4  | 0  | 304 | 160 | +144 | 36  |
| 2    | RC Batoumi    | 10 | 8 | 0 | 2 | 1  | 1  | 245 | 145 | +100 | 34  |
| 3    | RC Akademia   | 10 | 5 | 0 | 5 | 1  | 2  | 204 | 232 | -28  | 23  |
| 4    | RC Iunkerebi  | 10 | 4 | 0 | 6 | 0  | 2  | 199 | 261 | -62  | 18  |
| 5    | RC Kochebi    | 10 | 3 | 0 | 7 | 1  | 5  | 210 | 257 | -47  | 18  |
| 6    | RC Locomotive | 10 | 2 | 0 | 8 | 1  | 4  | 171 | 278 | -107 | 12¹ |

|  | Qualifié pour les demi finales (no 1, no 2).         |
|  | Qualifié pour les barrages (no 3, no 4, no 5, no 6). |
|  | P : promu 2020                                       |

Attribution des points : victoire sur tapis vert : 5, victoire : 4, match nul : 2, défaite : 0, forfait : -2 ; plus les bonus (offensif : 3 essais de plus que l'adversaire ; défensif : défaite par 7 points d'écart ou moins).

#### Résultats détaillés
L'équipe qui reçoit est indiquée dans la colonne de gauche.	
| Clubs         | AKA   | AIA   | BAT   | IUN   | KOC   | LOC   |
| ------------- | ----- | ----- | ----- | ----- | ----- | ----- |
| RC Akademia   |       | 9-23  | 17-20 | 36-11 | 32-31 | 25-19 |
| RC Aia        | 35-21 |       | 27-19 | 29-14 | 35-10 | 64-5  |
| RC Batoumi    | 23-17 | 22-13 |       | 45-3  | 19-15 | 30-0  |
| RC Iunkerebi  | 20-21 | 13-14 | 17-27 |       | 31-27 | 19-3  |
| RC Kochebi    | 12-13 | 17-44 | 15-12 | 35-40 |       | 14-7  |
| RC Locomotive | 38-13 | 30-20 | 21-28 | 24-31 | 24-34 |       |

|  | Victoire à domicile |  | Match nul |  | Défaite à domicile |

### Poule Basse
| Rang | Club             | J  | V | N | D | Bo | Bd | Pm  | Pe  | Diff | Pts |
| ---- | ---------------- | -- | - | - | - | -- | -- | --- | --- | ---- | --- |
| 1    | RC Rustavi       | 10 | 8 | 0 | 2 | 6  | 1  | 419 | 123 | +296 | 39  |
| 2    | Lelo Saracens    | 10 | 7 | 0 | 3 | 5  | 2  | 436 | 122 | +314 | 35  |
| 3    | RC Ares (P)      | 10 | 5 | 1 | 4 | 1  | 2  | 225 | 212 | +13  | 25  |
| 4    | RC Vepkhvebi (P) | 10 | 4 | 0 | 6 | 3  | 1  | 350 | 255 | +95  | 20  |
| 5    | RC Armazi        | 10 | 4 | 0 | 6 | 1  | 1  | 246 | 266 | -20  | 18  |
| 6    | RC Jiki          | 10 | 1 | 1 | 8 | 0  | 0  | 68  | 766 | -698 | 6   |

|  | Barragiste (no 3).           |
|  | Relégués (no 4, no 5, no 6). |
|  | P : promu 2020               |

Attribution des points : victoire sur tapis vert : 5, victoire : 4, match nul : 2, défaite : 0, forfait : -2 ; plus les bonus (offensif : 3 essais de plus que l'adversaire ; défensif : défaite par 7 points d'écart ou moins).

#### Résultats détaillés
L'équipe qui reçoit est indiquée dans la colonne de gauche.	
| Clubs         | ARE   | ARM   | JIK   | LEL   | RUS   | VEP   |
| ------------- | ----- | ----- | ----- | ----- | ----- | ----- |
| RC Ares       |       | 25-30 | 20-20 | 22-20 | 20-15 | 52-5  |
| RC Armazi     | 26-14 |       | 88-7  | 9-31  | 24-34 | 10-45 |
| RC Jiki       | 10-23 | 21-19 |       | 3-102 | 0-116 | 7-91  |
| Lelo Saracens | 20-13 | 45-14 | 113-0 |       | 33-22 | 46-0  |
| RC Rustavi    | 47-7  | 27-5  | 64-0  | 19-11 |       | 47-10 |
| RC Vepkhvebi  | 19-29 | 17-21 | 130-0 | 20-15 | 13-28 |       |

|  | Victoire à domicile |  | Match nul |  | Défaite à domicile |

## Phases finales
|  | Barrage       | Barrage       | Barrage     | Barrage     |            |            | Demi-finales | Demi-finales | Demi-finales | Demi-finales |            |            | Finale | Finale | Finale | Finale |
|  |               |               |             |             |            |            |              |              |              |              |            |            |        |        |        |        |
|  |               |               |             |             |            |            |              |              |              |              |            |            |        |        |        |        |
|  |               |               |             |             |            |            |              |              |              |              |            |            |        |        |        |        |
|  |               |               |             |             |            |            |              |              |              |              |            |            |        |        |        |        |
|  |               |               |             |             |            |            |              |              |              |              |            |            |        |        |        |        |
|  |               |               |             |             |            |            |              |              |              |              |            |            |        |        |        |        |
|  | RC Aia        | RC Aia        | 31          | 31          |            |            |              |              |              |              |            |            |        |        |        |        |
|  | RC Aia        | RC Aia        | 31          | 31          |            |            |              |              |              |              |            |            |        |        |        |        |
|  |               |               | RC Kochebi  | RC Kochebi  | 12         | 12         |              |              |              |              |            |            |        |        |        |        |
|  | RC Iunkerebi  | RC Iunkerebi  | RC Kochebi  | RC Kochebi  | 12         | 12         | 27           | 27           |              |              |            |            |        |        |        |        |
|  | RC Iunkerebi  | RC Iunkerebi  |             |             |            |            |              | 27           |              |              |            |            |        |        |        |        |
|  | RC Kochebi    | RC Kochebi    | 29          | 29          |            |            |              |              |              |              |            |            |        |        |        |        |
|  | RC Kochebi    | RC Kochebi    | 29          | 29          | RC Aia     | RC Aia     | 16           | 16           |              |              |            |            |        |        |        |        |
|  |               |               |             |             | RC Aia     | RC Aia     | 16           | 16           |              |              |            |            |        |        |        |        |
|  |               |               | RC Batoumi  | RC Batoumi  | 13         | 13         |              |              |              |              |            |            |        |        |        |        |
|  | RC Akademia   | RC Akademia   | RC Batoumi  | RC Batoumi  | 13         | 13         | 24           | 24           |              |              |            |            |        |        |        |        |
|  | RC Akademia   | RC Akademia   |             |             |            |            |              |              |              |              |            |            |        |        |        |        |
|  | RC Locomotive | RC Locomotive | 11          | 11          |            |            |              |              |              |              |            |            |        |        |        |        |
|  | RC Locomotive | RC Locomotive | 11          | 11          | RC Batoumi | RC Batoumi | 28           | 28           | 3ème place   | 3ème place   | 3ème place | 3ème place |        |        |        |        |
|  |               |               |             |             | RC Batoumi | RC Batoumi | 28           | 28           | 3ème place   | 3ème place   | 3ème place | 3ème place |        |        |        |        |
|  |               |               | RC Akademia | RC Akademia | 13         | 13         |              |              |              |              |            |            |        |        |        |        |
|  |               |               |             |             | 13         | 13         |              |              |              |              |            |            |        |        |        |        |
|  |               |               |             |             |            |            |              | RC Akademia  | RC Akademia  | 24           | 24         |            |        |        |        |        |
|  |               |               |             |             |            |            |              | RC Akademia  | RC Akademia  | 24           | 24         |            |        |        |        |        |
|  | RC Kochebi    | RC Kochebi    | 17          | 17          |            |            |              |              |              |              |            |            |        |        |        |        |
|  |               |               |             |             |            |            |              |              |              |              |            |            |        |        |        |        |

### Résultats détaillés

#### Barrages
| Samedi 22 mai 2021 | RC Akademia | 24-11 (14-5) | RC Locomotive | Stade de rugby de Nutsubidze, Tbilissi |
| Samedi 22 mai 2021 | Essai(s) : 2 Chua (40e), Gambashidze (72e) Transformation(s) : 1 Modzgvrishvili (73e) Pénalité(s) : 4 Modzgvrishvili (8e, 26e, 38e, 44e) Carton(s) jaune(s) : 2 Mekerishvili (21e), Mazmishvili (24e) |              | Essai(s) : 1 Bebiashvili (28e) Pénalité(s) : 2 Asatiani (53e, 65e) Carton(s) jaune(s) : 3 V. Kvatadze (21e), Gasviani (24e), I. Kvatadze (43e) | Stade de rugby de Nutsubidze, Tbilissi |
| Samedi 22 mai 2021 | |              | | Stade de rugby de Nutsubidze, Tbilissi |

| Samedi 22 mai 2021 | RC Iunkerebi | 27-29 (10-14) | RC Kochebi | Stade de rugby d'Avchala, Tbilissi |
| Samedi 22 mai 2021 | Essai(s) : 3 essai de pénalité (25e), Samsiani (57e), Mchedlishvili (63e) Transformation(s) : 2 Kharazishvili (58e, 63e) Pénalité(s) : 2 Kharazishvili (2e, 70e) Carton(s) jaune(s) : 2 Satseradze (22e), Trapaidze (36e) |               | Essai(s) : 4 Gegenava (19e), Chichinadze (28e), Bitsadze (53e), Peikrishvili (78e) Transformation(s) : 3 Malaguradze (19e, 29e), Sokhadze (79e) Pénalité(s) : 1 Malaguradze (43e) Carton(s) jaune(s) : 3 Shengelia (22e), Tsiklauri (25e), Gusharashvili (49e) | Stade de rugby d'Avchala, Tbilissi |
| Samedi 22 mai 2021 | |               | | Stade de rugby d'Avchala, Tbilissi |

#### Demi-finales
| Samedi 5 juin 2021 17h00 | RC Aia | 31-12 (24-5) | RC Kochebi | Aia Arena, Koutaïssi |
| Samedi 5 juin 2021 17h00 | Essai(s) : 5 essai de pénalité (40e), Mamamtavrishvili (16e), Jincharadze (26e), Abramidze (34e), Purtskhvanidze (70e) Transformation(s) : 2 G Babunashvili (27e, 71e) Carton(s) jaune(s) : 4 Kladiashvili (50e), Sinauridze (54e), Julukhadze (63e), Akubardia (75e) |              | Essai(s) : 2 Malaguradze (21e), Rekhviashvili (80e) Transformation(s) : 1 Rekhviashvili (80e) Carton(s) jaune(s) : 2 Genebashvili (13e), Chichinadze (65e) | Aia Arena, Koutaïssi |
| Samedi 5 juin 2021 17h00 | |              | | Aia Arena, Koutaïssi |

| Samedi 5 juin 2021 14h00 | RC Batoumi | 28-13 (13-13) | RC Akademia | Stade de rugby de Batoumi, Batoumi |
| Samedi 5 juin 2021 14h00 | Essai(s) : 4 Putkaradze (36e), Mamrikishvili (44e), Kadaria (66e, 73e) Transformation(s) : 1 Ninidze (37e) Pénalité(s) : 2 M Ninidze (8e, 28e) Carton(s) jaune(s) : 1 Kopadze (49e) |               | Essai(s) : 1 Berikachvili (40e) Transformation(s) : 1 Modzgvrishvili (40e) Pénalité(s) : 2 Modzgvrishvili (13e, 20e) Carton(s) jaune(s) : 2 Gvaramia (27e), Pesvianidze (54e) | Stade de rugby de Batoumi, Batoumi |
| Samedi 5 juin 2021 14h00 | |               | | Stade de rugby de Batoumi, Batoumi |

#### Finale
| Samedi 12 juin 2021 17h00 | RC Aia | 16-13 (10-3) | RC Batoumi | Aia Arena, Koutaïssi |
| Samedi 12 juin 2021 17h00 | Essai(s) : 1 Jincharadze (38e) Transformation(s) : 1 G Babunashvili (39e) Pénalité(s) : 3 G Babunashvili (5e, 44e, 55e) |              | Essai(s) : 1 Urjukashvili (63e) Transformation(s) : 1 Mamuka Ninidze (64e) Pénalité(s) : 2 M Ninidze (11e, 53e) Carton(s) jaune(s) : 1 Kopadze (31e) | Aia Arena, Koutaïssi |
| Samedi 12 juin 2021 17h00 | |              | | Aia Arena, Koutaïssi |

| Titulaires · Zurab Dzneladze 15 · Temur Kokhodze 14 · Sandro Purtskhvanidze 13 · Irakli Simsive 12 · Giorgi Abramidze 11 · Giorgi Babunashvili 10 · Davit Kldiashvili 9 · Tornike Akubardia 8 · Giorgi Sinauridze 7 · Sandro Mamamtavrishvili 6 · Nodar Cheishvili 5 · Mikheil Babunashvili 4 · Nika Pataraia 3 · Lasha Shalikashvili 2 · Petre Jincharadze 1 · Remplaçants · Saba Eremeishvili 16 · Iura Kenchadze 17 · Murman Jijavadze 18 · Giga Julukhadze 19 · Lasha Gogiashvili 20 · Zviad Ormotsadze 21 · Otar Dzagnidze 22 · Iago Khabuliani 23 · |  | Titulaires · 15 Sandro Todua · 14 Anzor Sichinava · 13 Guram Kandaurishvili · 12 Beka Urjukashvili · 11 Davit Trapaidze · 10 Mamuka Ninidze · 9 Zura Tutberidze · 8 Vano Putkaradze · 7 Koba Jimsheleishvili · 6 Giorgi Tkhilaishvili · 5 Sandro Koiava · 4 Dachi Kopadze · 3 Misha Tsiklauri · 2 Vazha Tagauri · 1 Goga Kadaria · Remplaçants · 16 Giorgi Menabde · 17 Aleko Shamilishvili · 18 Shota Gogisvanidze · 19 Khvicha Bujiashvili · 20 Jondi Kortava · 21 Koba Bujiashvili · 22 Nika Ninidze · 23 Bachi Grigolia · |

## Barrage de promotion/relégation
| Équipe 1 | Score | Équipe 2 | Aller | Retour |
| -------- | ----- | -------- | ----- | ------ |
| RC Ares  | 54-18 | RC Armia | 26-6  | 28-12  |